# Victoria de Fleurus
Victoria de Fleurus es un lienzo de Vicente Carducho, originalmente en el Salón de Reinos del palacio del Buen Retiro, y actualmente en el Museo del Prado, en Madrid.

## Introducción
Este cuadro formaba parte, junto con otros once, de una Serie de Batallas que decoraban el Salón de Reinos del Palacio del Buen Retiro. Este salón ha sido interpretado como un Salón de la Virtud del Príncipe —en este caso de Felipe IV— que, mezclando narración y alegoría, estaba destinado a glorificar tanto las cualidades del monarca como las principales victorias militares de su reinado. Vicente Carducho realizó tres lienzos de este ciclo pictórico de batallas, siendo la presente obra una de ellas.

## Tema de la obra
Este lienzo representa la batalla de Fleurus —el 29 de agosto de 1622— en la que resultó victorioso el ejército de la Liga Católica, comandado por Gonzalo Fernández de Córdoba, sobre las tropas de la Unión Protestante, al mando del príncipe Cristián de Brunswick y del conde Ernesto de Mansfeld. Esta victoria le valió a Gonzalo Fernández el título de príncipe de Maratea, concedido por Felipe IV en 1624 aunque, cuando se pintó el presente lienzo, su reputación había quedado mermada, al fracasar —en 1626— en su intento de anexionar Casale Monferrato.

## Análisis de la obra

### Datos técnicos y registrales
- Madrid, Museo del Prado, n º. de catálogo P000635;[3]
- Pintura al óleo sobre lienzo;
- Dimensiones: 297 x 365 cm;
- Fecha de realización: 1634;
- Fechado en una cartela, en la parte inferior central, con la inscripción: Victoria iuxta Floru, anno MCDXXII, a Gundizalvo de Córdova obtetann, Vincentius Carduchi Regiae Majestatis pictor, anno duodecimo a bello currente pingebat.[4]
- Consta con el n º. 251 en el catálogo del Salón de Reinos de 1701.[5]

### Descripción de la obra
La composición de esta obra es parecida a la de la mayoría de cuadros del citado ciclo pictórico, representando en primer plano a los militares protagonistas y —en segundo plano y en la lejanía— el campo de batalla, que Carducho representa con gran minuciosidad, describiendo el orden de batalla de los tercios, con los piqueros formando grupos compactos de hasta treinta filas y los mosqueteros en los flancos.
Sin embargo, existe una considerable diferencia respecto al resto de pinturas de la Serie de Batallas, ya que aquí el combate está también figurado en primer plano: dos soldados luchan cuerpo a cuerpo —uno se dispone a apuñalar al otro— y, justo al lado, hay un cadáver casi desnudo, de corte clasicista. Gonzalo Fernández de Córdoba destaca montando a caballo a la derecha, casi pasando por encima del muerto. En este sentido, el tono de este lienzo es muy diferente del de La recuperación de Bahía de Todos los Santos, que ofrece, en primer término, una condolida visión cristiana de la guerra y de los desastres que implica.

## Procedencia
1. Colección Real (Palacio del Buen Retiro, Madrid, 1701, [n º. 251];
2. Buen Retiro, 1794, n º. 522;
3. Palacio Real, Madrid, pinturas descolgadas en el callejón de las tribunas, 1814-1818, n º. 522.[3]